# Rudolf Trautmann

Rudolf Trautmann

Rudolf Trautmann (* 4. März 1908 in Annaburg; † 18. Juli 1944 in Kazlyne, Litauische SSR) war ein deutscher NS-Funktionär und von 1943 bis 1944 Mitglied des Reichstags.

## Biografie
Trautmann wurde als Sohn eines Lehrers geboren und absolvierte nach dem Abitur 1926 in Wittenberg bis 1929 ein Jurastudium an der Universität Halle (Saale). Er trat 1926 unter der Mitgliedsnummer 40.390 der NSDAP bei und war von 1926 bis 1929 Organisationsleiter der Partei in Halle. Er war gottgläubig. Die erste juristische Staatsprüfung bestand er 1929 beim Oberlandesgericht in Naumburg, anschließend arbeitete er bis 1933 als Gerichtsreferendar bei verschiedenen Gerichten in Naumburg.
Von 1933 bis zum 14. November 1934 war Trautmann Abteilungsleiter der Gaurechtsstelle bei der Gauleitung Magdeburg-Anhalt. Im Jahr 1933 bestand er die große juristische Staatsprüfung und war danach Gerichtsassessor. Vom 1. Januar 1934 bis August 1936 war er im Stadtverwaltungsrat in Magdeburg tätig. Vom 15. November 1934 bis Dezember 1938 war er Gauamtsleiter für Kommunalpolitik in Magdeburg-Anhalt. Im August 1936 wurde er in den hauptamtlichen Parteidienst übernommen und war anschließend bis 1938 zusätzlich Gaugeschäftsführer. Im April 1938 wurde er erstmals erfolglos zur Reichstagswahl vorgeschlagen. Dafür war er ab dem 9. November 1938 unter Rudolf Jordan stellvertretender Gauleiter in Magdeburg-Anhalt, ab 1940 im Rang eines Hauptdienstleiters. Am 9. November 1938 wurde er zudem als in den SA-Dienst wieder aufgenommen und der SA-Gruppe Mitte als SA-Oberführer z.V. beigeordnet.  Am 13. Juni 1943 zog er für den Abgeordneten Walter Granzow in den nationalsozialistischen Reichstag ein. Trautmann nahm als Leutnant der Reserve am Zweiten Weltkrieg teil und starb Mitte Juli 1944 bei Kampfhandlungen in Litauen.